# Pomacanthus arcuatus
Pomacanthus arcuatus é uma espécie de peixe da família Pomacanthidae.
1. ↑  Bailly, N. (2014). Pomacanthus arcuatus (Linnaeus, 1758). In: Froese, R. and D. Pauly. Editors. (2014) FishBase. Accessed through: World Register of Marine Species at http://www.marinespecies.org/aphia.php?p=taxdetails&id=159287 Consultado el 19 de septiembre de 2014.